# Suryapet (huyện)

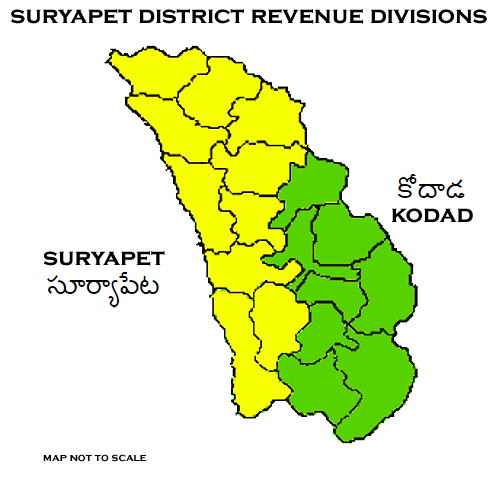
Suryapet District Revenue divisions

Huyện Suryapet là một đơn vị hành chính cấp huyện thuộc bang Telangana, Ấn Độ.. Thành phố Suryapet cũng là thủ phủ của huyện. Huyện giáp ranh với các huyện Nalgonda, Khammam, Yadadri, Jangaon và Mahabubabad thuộc bang Andhra Pradesh.

## Địa lý
Huyện có diện tích 3.374,41 kilômét vuông (1.302,87 dặm vuông Anh).

## Demographics
Tính đến  năm 2011 Census of India, the district has a population of 1,099,560.
The Krishna River and Musi River flow through the Suryapet district

## Phân chia hành chính
Huyện phân thành 2 phó huyện Suryapet, Kodad và 23 mandal.

### Mandal
| S.No. | Suryapet revenue division | Kodad revenue division |
| ----- | ------------------------- | ---------------------- |
| 1     | Suryapet                  | Chilkur                |
| 2     | Chivvemla                 | Huzurnagar             |
| 3     | Mothey                    | Kodad                  |
| 4     | Jajireddygudem            | Mattampally            |
| 5     | Nuthankal                 | Mellachervu            |
| 6     | Penpahad                  | Munagala               |
| 7     | Athmakur(S)               | Nadigudem              |
| 8     | Thirumalagiri             | Ananthagiri            |
| 9     | Thungathurthy             | Mallareddygudem        |
| 10    | Garidepally               |                        |
| 11    | Nereducherla              |                        |
| 12    | Nagaram                   |                        |
| 13    | Maddirala                 |                        |
| 14    | Palakeedu                 |                        |

## Nhân vật nổi bật
- Kanta Rao
- Prabhakar Reddy
- Venu Madhav